# Conta pectinata
Conta pectinata és una espècie de peix de la família dels eretístids i de l'ordre dels siluriformes.

## Morfologia
- Els mascles poden assolir 4,9 cm de longitud total.
- Nombre de vèrtebres: 34.[1]

## Hàbitat
És un peix d'aigua dolça i de clima tropical.

## Distribució geogràfica
Es troba a Àsia: conca del riu Brahmaputra a Assam (l'Índia).